# Yu-Gi-Oh! R
Yu-Gi-Oh! R (遊☆戯☆王 R?, Yūgiō Āru) è un manga scritto e disegnato da Akira Itō e basato sull'originale Yu-Gi-Oh! di Kazuki Takahashi. Questa serie rappresenta uno spin-off del manga originale. Yu-Gi-Oh! R fu serializzato originariamente sulla rivista mensile V Jump edita da Shūeisha, dall'aprile 2004 al dicembre 2007, in Italia l'opera è rimasta inedita.
Sebbene non venga spiegato esplicitamente il significato della "R" nel titolo, questa probabilmente significa "Reverse", "Revolution", "Rebirth" o "Retold" (capovolgimento, rivoluzione, rinascita o ri-raccontata).

## Trama
Yu-Gi-Oh! R è ambientato subito dopo la vittoria di Yugi Mutō al torneo di Battle City e prima dell'arco narrativo de Le memorie del faraone. Yako Tenma, il figlio adottivo di Pegasus J. Crawford, decide di vendicare la sconfitta del suo maestro sconfiggendo Yugi con le proprie mani, credendo quest'ultimo il responsabile della sua presunta morte. Dopo aver preso il possesso della Kaiba Corporation mentre Seto Kaiba si trova negli Stati Uniti, Tenma ne approfitta per rapire Anzu Mazaki, costringendo così Yugi e l'amico Katsuya Jonouchi ad affrontare il progetto denominato "R.A.", duellando anche contro alcuni professori. Successivamente sopraggiungeranno Seto Kaiba e il fratello Mokuba per salvare Yugi e i suoi amici.

## Personaggi
Diversi personaggi compaiono esclusivamente in questo manga e sono assenti nell'opera originale, una peculiarità è quella che quasi tutti prendono il nome dai rispettivi nomi in codice per i processori Intel. Quest'ultimi vengono spesso presi a loro volta da città e paesi vicini a fabbriche di Intel situate nell'Oregon, Washington ed altri luoghi.
- Yako Tenma (天馬 夜行?, Tenma Yakō): Il kōhai e figlio adottivo di Pegasus J. Crawford, il quale vuole vendicare la sconfitta del suo maestro.
- Deschutes Lew (デシェーツ・ルー?, Deshētsu Rū): Il primo professore, viene sconfitto da Yugi. Prende il suo nome dal fiume Deschutes e dell'omonima contea situata nell'Oregon. Deschutes era anche il nome in codice di un progetto di base di 2 diversi processori Intel, in particolare del microprocessore Pentium II 333 MHz P6.
- Tilla Mook (ティラ・ムーク?, Tira Mūku): La seconda professoressa, che utilizza un deck costituito da vampiri, anche lei viene sconfitta da Yugi. Il suo nome deriva dalla città Tillamook, sempre collocata nell'Oregon. Lo stesso Tillamook è il nome in codice del processore Mobile Pentium MMX 266 MHz.
- Klamath Osler (クラマス・オースラー?, Kuramasu Ōsurā): Il terzo professore, il quale è molto sfortunato, viene sfidato e battuto da Jonouchi. Il suo nome deriva da Klamath Falls, capoluogo della contea di Klamath nell'Oregon. Klamath era inoltre il nome in codice del processore Pentium II 300 MHz.
- Kirk Dixon (カーク・ディクソン?, Kāku Dikuson): Il quarto professore, il quale gioca con un deck composto da macchine, perde contro Yugi. Il suo cognome "Dixon" deriva dal nome in codice dato ad un altro processore omonimo per Pentium II 333 MHz 1.6V. Il suo capo, il Comandante Covington (督戦官コヴィントン?, Tokusenkan Covinton) invece prende il cognome da un altro processore, il Covington per Pentium II 266 MHz P6.
- Pete Coppermine (ピート・コパーマイン?, Pīto Kopāmain): Il quinto professore, sfrutta un deck basato su mostri mutanti, viene affrontato da Jonouchi contro il quale perde. Prende il nome dal fiume Coppermine nell'Oregon, che fu anche utilizzato come nome in codice per il processore Coppermine per Pentium III (P3-850) 866 MHz Flip Chip Pin Grid Array (FCPGA), distribuito dalla Intel.
- Maico Katou (マイコ･カトウ?, Maiko Katō): Conosciuta anche come Mrs. Maico (ミセス・マイコ?, Misesu Maiko), la sesta professoressa, una donna anziana su una sedia a rotelle che gioca con un deck di tipo foresta, viene sconfitta da Yugi. "Maico" è una romanizzazione alternativa del nome "Maiko", il quale si riferisce anche alla Kato Engineering, un brand di motociclette. Il nome ha anche origine dal chip "KatMai".
- Gekko Tenma (天馬 月行?, Tenma Gekkō): Il fratello maggiore di Yako Tenma (il quale è identico nell'aspetto ed è leggermente più grande), vuole fermare a tutti i costi il progetto R.A., fa uso di un deck composto da elfi. "Gekko" è il nome di un microprocessore per la console per videogiochi Nintendo GameCube.
- Mendo Cino (メンド・シーノ?, Mendo Shīno): Il settimo professore, usa un deck di insetti, viene battuto da Jonouchi. "Mendocino" era il nome in codice del chip Intel Pentium II Centrino 300 MHz P6.
- Willa Mette (ウィラー・メット?, Wirā Metto): L'ottavo professore, gioca con un deck Drago Corno Bianco, perde contro Kaiba in un duello. Willamette è il nome di un fiume nell'Oregon ed anche il nome in codice del processore omonimo Intel Pentium 4 1.5 GHz P7.
- Tedd Banias (テッド・バニアス?, Teddo Baniasu): Il nono professore, si confronta contro Gekko contro il quale perde, utilizza un deck bestia. Banias è il nome in codice del primo processore Pentium M.
- Reiko Kitamori (北森 玲子?, Kitamori Reiko): La decima professoressa, duella con Jonouchi utilizzando un deck di pupazzi. Il suo cognome "Kitamori" significa "Northwood" in giapponese, omonimo del nome in codice del processore per Pentium 4.
- Depre Scott (デプレ・スコット?, Depure Sukotto): L'undicesimo professore, lotta con un deck universo con cui affronta Yugi. Viene rivelato essere anche lui un altro figlio adottivo di Pegasus, il suo cognome, Prescott è il nome in codice del processore per Pentium 4.
- Richie Merced (リッチー・マーセッド?, Ritchī Māseddo): Il dodicesimo professore, sfida Gekko riuscendo a vincere. Anche lui come Depre, è un altro figlio adottivo di Pegasus. Merced è il nome in codice della prima generazione di CPU Itanium sviluppate da Intel insieme a Hewlett-Packard.
- Cedar Mill (シｰダｰ・ミｰル?, Shīdā Mīru): Il tredicesimo professore, il suo nome non viene mai menzionato nel corso della serie ma compare esclusivamente in uno schizzo del quarto volume. Cedar Mill è il nome in codice di microprocessore per Pentium 4, oltre che omonimo di un census-designated place nell'Oregon.
- Masumi Momono (百野真澄?, Momono Masumi): Compare esclusivamente in un capitolo speciale dove prova a prendere il possesso del negozio di Sugoroku Mutō, il nonno di Yugi. La sua carta vincente Tualatin (テュアラティン?, Thuarathin) prende origine dal Tualatin nome in codice della terza ed ultima generazione del processore Pentium III, oltre che essere omonimo di una città nell'Oregon.

## Volumi
| 1 | 4 marzo 2005 | ISBN 4-08-873822-5 |
| 1 | Capitoli (traduzioni letterali dei titoli) - Duel R1. Un'ombra malvagia...!? (邪悪なる影…！？?, Jāku naru kage...!?) - Duel R2. La minaccia dell'Avatar!! (アバターの神威！！?, Abatā no shini!!) - Duel R3. Inizia il torneo KC!! (ＫＣ決戦、開始！！?, Kei Shī kessen, kaishi!!) - Duel R4. La minaccia del deck immortale!! (不死デッキの脅威！！?, Fushi Dekki no kyōi!!) - Duel R5. Il piano intelligente di Jonouchi (城之内の奇策?, Jōnouchi no kisaku) - Duel R6. La minaccia dell'unità corazzata!! (威の機甲部隊！！?, I no kikōbutai!!) - Duel R7. Il ritorno di Jonouchi!! (城之内、再び！！?, Jōnouchi, futatabi!!) - Duel R8. L'abitante nell'oscurità profonda!! (深き闇の住人！！?, Fukaki yami no jūnin!!) - Duel R9. Un terribile dio discende!! (恐怖の神、降臨す！！?, Kyōfu no kami, kōrin su!!) |                    |
| 2 | 2 dicembre 2005 | ISBN 4-08-873893-4 |
| 2 | Capitoli (traduzioni letterali dei titoli) - Duel R10. Un mondo governato dal terrore!! (恐怖が支配する世界！！?, Kyōfu ga shihai suru sekai!!) - Duel R11. La conclusione e poi...!? (決着、そして…！？?, Ketchaku, soshite...!?) - Duel R12. Jonouchi messo all'angolo!? (城之内、絶体絶命！？?, Jōnouchi, zettaizetsumei!?) - Duel R13. Arriva Seto Kaiba!! (海馬瀬人、登場！！?, Kaiba Seto, tōjō!!) - Duel R14. La minaccia di "Mist"!! ("ミスト"の脅威！！?, "Misuto" no kyōi!!) - Duel R15. La forma di vita definitiva discende! (究極の生命体、降臨！?, Kyūkyoku no seimei-tai, kōrin!) - Duel R16. Il segreto dei fratelli Tenma...!! (天馬兄弟の秘密…！！?, Tenma kyōdai no himitsu...!!) - Duel R17. Gli elfi guerrieri!! (エルフの戦士たち！！?, Erufu no senshi-tachi!!) |                    |
| 3 | 4 settembre 2006 | ISBN 4-08-874260-5 |
| 3 | Capitoli (traduzioni letterali dei titoli) - Duel R18. Il duello perfetto!! (パーフェクト決闘！！?, Pāfekuto kettō!!) - Duel R19. Jonouchi senza difese!! (翻弄される城之内！！?, Honrōsareru Jōnouchi!!) - Duel R20. La rabbia di Seto Kaiba! (怒りの海馬瀬人！?, Ikari no Kaiba Seto!) - Duel R21. La verità sul progetto R.A.!! (Ｒ・Ａ計画の真相！！?, Āru Ei keikaku no shinsō!!) - Duel R22. Resa dei conti nello spazio!! (宇宙空間の決戦！！?, Uchū kūkan no kessen!!) - Duel R23. Toy Magic!! (トイ・マジック！！?, Toi Majikku!!) - Duel R24. Un altro compagno!! (もう一人の相棒！！?, Mō hitori no aibō!!) - Special Duel. Sovrano Oscuro evocato!! (冥王、召喚！！?, Mei-ō, shōkan!!) |                    |
| 4 | 4 aprile 2007 | ISBN 4-08-874351-2 |
| 4 | Capitoli (traduzioni letterali dei titoli) - Duel R25. La battaglia di Richie ha inizio!! (リッチー戦、開始！！?, Ritchī-sen, kaishi!!) - Duel R26. Pegasus Minion!! (ペガサスミニオン！！?, Pegasasu Minion!!) - Duel R27. A ognuno la sua battaglia!! (それそれの闘い！！?, Soresore no tatakai!!) - Duel R28. Apex Arena!! (頂点の闘技場！！?, Chōten no tōgi-ba!!) - Duel R29. Evoca il dio malvagio!! (邪神召還！！?, Jashin shōkan!!) - Duel R30. Imbattibile "1" (超えられない「１」?, Koe rare nai "ichi") - Duel R31. R.A. evocato (Ｒ・Ａ発動?, Āru Ei hatsudō) - Duel R32. Pegasus evocato!? (ペガサスの召喚！？?, Pegasasu no shōkan!?) |                    |
| 5 | 4 aprile 2008 | ISBN 4-08-874441-1 |
| 5 | Capitoli (traduzioni letterali dei titoli) - Duel R33. Rematch!! Keith contro Jonouchi (再闘!!キースVS城之内?, Saito!! Kīsu tai Jōnouchi) - Duel R34. L'ultimo dio malvagio discende!! (最後の邪神、降臨！！?, Saigo no jashin, kōrin!!) - Duel R35. Jonouchi contrattacca!! (城之内、反撃！！?, Jōnouchi, hangeki!!) - Duel R36. Dio diavolo distrutto! (邪神消滅！?, Jashin shōmetsu!) - Duel R37. La prova finale! (最終決戦！?, Saishū kessen!) - Duel R38. Attacco e difesa del dio evocato (神召喚の攻防?, Kami shōkan no kōbō) - Duel R39. L'evocazione del dio!! (神速召喚！！?, Shinsoku shōkan!!) - Duel R40. Sovrano del campo (世界の支配者?, Sekai no shihaisha) - Duel R41. L'esistenza di un'altra persona (もう一人の存在?, Mō hitori no sonzai) - Duel R42. Scontro! Dio VS dio diavolo (激突！神ＶＳ邪神?, Gekitotsu! Kami VS jashin) - Duel R43. Annientamento!! E poi... (対消滅！！ そして…?, Tsuishōmetsu!! Soshite...) - Duel R44. La fine della battaglia (闘いの果て?, Tatakai no hate) |                    |